# Andor
Andor, auch Star Wars: Andor und Andor: A Star Wars Story (ab Staffel 2), ist eine US-amerikanische Science-Fiction-Politthriller-Serie von Tony Gilroy, die am 21. September 2022 auf dem Streaming-Portal Disney+ startete. Die Serie ist Teil des Star-Wars-Universums von George Lucas und erzählt die Vorgeschichte des Kinofilms Rogue One: A Star Wars Story (2016). In der titelgebenden Hauptrolle ist Diego Luna als Hauptmann der Rebellen und Spion Cassian Andor zu sehen.
Die erste Staffel umfasst zwölf Episoden. Eine zweite und zugleich letzte Staffel mit ebenfalls zwölf Episoden startete am 22. April 2025, deckte zeitlich mehrere Jahre innerhalb der Geschichte ab und führt am Ende nahtlos in den inhaltlichen Beginn von Rogue One hinüber.

## Handlung
Die Serie folgt dem späteren Rebellen Cassian Andor und erzählt die Anfänge der sich bildenden Rebellenallianz. Die Titelfigur durchläuft eine Wandlung vom verruchten Gesetzlosen hin zum loyalen Kämpfer der Rebellion, der später bei der Beschaffung der Todesstern-Baupläne den Heldentod stirbt. Andor steht im Fokus der Handlung, wobei verschiedene Nebenhandlungen diverse weitere Figuren und deren Geschichten begleiten und das Alltagsleben in der Galaxis unter der Terrorherrschaft des Imperiums beleuchten.

### Staffel 1
Die Serie beginnt fünf Jahre vor der Schlacht von Yavin und somit 14 Jahre nach der Umformung der Galaktischen Republik zum Galaktischen Imperium durch Imperator Palpatine.
Zu Beginn sucht Cassian Andor auf der Hauptwelt des Preox-Morlana-Sicherheitskonzerns, einer vom Imperium unabhängigen privaten Sicherheitsfirma, nach seiner Schwester. Diese hat er seit seiner Kindheit nicht mehr gesehen, da die Republik mit der Zeit ihren Heimatplaneten Kenari ausgebeutet hat, wobei er schließlich von der Plünderin Maarva Andor mitgenommen wird, als sich die Situation dort verschärft. Seine Suche verläuft jedoch suboptimal, da er zwei Mitarbeiter des Konzerns tötet und fortan flüchtet.
Dies ruft Inspektor Syril Karn vom Sicherheitskonzern auf den Plan, der mit einer kleinen Gruppe an Soldaten Cassians Spur auf den Planeten Ferrix zurückverfolgt. Dort leben auch die mittlerweile gesundheitlich angeschlagene Maarva und die Mechanikerin Bix Caleen, die für Cassian den Kontakt zu einem mysteriösen Käufer herstellt, da dieser eine imperiale Starpath-Einheit erbeuten konnte. Der Käufer tritt Cassian tatsächlich gegenüber und beide entkommen knapp, wobei die meisten von Syrils Soldaten ums Leben kommen und dieses Ereignis ihn fassungslos zurücklässt.
Als Konsequenz wird der Sicherheitskonzern dem Imperium unterstellt und Cassian willigt in das Angebot des Käufers ein, an einem Diebstahl teilzunehmen. Dieser findet auf dem Planeten Aldhani statt, wobei es der Gruppe nach anfänglichen Reibereien gelingt, diesen durchzuführen: Ihre Beute ist der Quartalslohn eines ganzen imperialen Sektors. Nur Cassian, die Anführerin der Gruppe, Vel Sartha, und Cinta Kaz überleben die Aktion; während letztere eigene Wege gehen, taucht Cassian unter falschem Namen mit seinem Anteil auf der tropischen Welt Niamos unter, wird dort aber (ohne erkannt zu werden) in einem Akt von imperialer Willkür zu sechs Jahren Gefängnis verurteilt.
Der Diebstahl auf Aldhani erregt wiederum die Aufmerksamkeit der Imperialen Sicherheitsbehörde (ISB) unter Leitung von Colonel Wullf Yularen, welcher schließlich härtere Strafen und drastische Maßnahmen ankündigt. Derweil glaubt die aufstrebende Supervisorin Dedra Meero, in mehreren Zufalls-Ereignissen eine geplante Rebellion zu erkennen, stößt aber beim Vorgesetzten Major Lio Partagaz auf Unverständnis. Mit der Zeit gelingt es ihr jedoch, dessen Anerkennung zu gewinnen und sie identifiziert schließlich den Drahtzieher der Aktionen, einen Fremden mit Codenamen Axis. Da Dedra überzeugt ist, dass Bix Informationen über Axis' Aufenthaltsort und Identität besitzt, lässt sie Bix u. a. mit den Schreien von durch das Imperium ermordeten Kindern foltern.
Der mysteriöse Axis heißt eigentlich Luthen Rael und führt ein Doppelleben als Rebell und Antiquitätenhändler auf Coruscant, von dem nur seine Mitarbeiterin Kleya Marki weiß; zudem hat er mit Supervisor Lonni Jung einen Spion in den Reihen der ISB. Da Cassian verschwunden ist, ist Kleya besorgt, dass er Luthens Identität offenlegen könnte, und befiehlt Vel die Ermordung von Cassian. Luthen wiederum sucht Unterstützung beim Widerstandskämpfer und Partisanen Saw Gerrera, der ihn zu dessen Enttäuschung abweist; beide können sich dennoch darauf einigen, dass sie eine andere Rebellengruppe opfern müssen, damit sie überleben können.
Zeitgleich versucht Senatorin Mon Mothma durch die politischen Intrigen zu navigieren, denen nicht einmal ihre Familie entkommen kann, zumal ihr (arrangierter) Ehemann Perrin Fertha sie dabei kaum unterstützt. Da die Gelderverschiebung zwischen ihr und Luthen immer schwieriger wird, wendet sie sich an ihren alten Freund, den Banker Tay Kolma, der ihr auch nur begrenzt helfen kann. Die Probleme hingegen spitzen sich zu, sodass sie Hilfe vom chandrilanischen Gangster Davo Sculdun ersucht, der als Gegenleistung ein Treffen zwischen ihren Kindern fordert, das zu einer Zwangsheirat führen soll. Später gelingt es ihr zudem, ihrem Fahrer, der sie für den ISB ausspionieren soll, weiszumachen, dass ihr Mann das Geld aufgrund seiner Spielsucht verschleudert.
Cassian wird zur gleichen Zeit auf dem Planeten Narkina 5 auf einer sterilen Gefängnisinsel festgehalten, wo er mit anderen Gefangenen technische Apparaturen für einen unbekannten Zweck zusammenbaut. Nach einiger Zeit gelingt es ihm, den Vorarbeiter Kino Loy auf seine Seite zu ziehen, ehe er mit diesem und anderen eine Gefängnisrevolte in Gang setzt. Cassian und Ruescott Melshi, einem weiteren Gefangenen, gelingt die Flucht, wobei Kino freiwillig zurückbleibt, da er nicht schwimmen und somit den im Wasser liegenden Gefängniskomplex nicht verlassen kann.
Nach Maarvas Tod richtet sich alle Aufmerksamkeit auf Ferrix, da Dedra dort Axis vermutet und Luthen sowie Vel und Cinta planen, Cassian zu töten, während Syril ihn ebenfalls aufspüren möchte. Während des großen Trauermarsches spielt Maarvas und Cassians Droide eine von ihr aufgezeichnete Nachricht ab, in der sie die Bewohner zur Bekämpfung des Imperiums aufruft. Ein imperialer Captain macht jedoch einen Fehler, indem er die Übertragung zu unterbinden versucht, was eine Straßenschlacht auslöst. Dabei wird Dedra um ein Haar getötet, aber von Syril gerettet, und Cassian befreit die inhaftierte Bix. Nachdem er seinen Freunden hilft, von Ferrix zu entkommen, stellt er Luthen vor die Wahl, ihn umzubringen oder einsteigen zu lassen.
Zeitgleich ist im Orbit von Scarif der erste Todesstern fast fertiggestellt, wobei die Arbeiten der Gefangenen von Narkina 5 zu ihrer Unkenntnis in das noch im Bau befindliche Laser-Modul überführt werden.

### Staffel 2
Ein Jahr später infiltriert Cassian eine imperiale Werft, um den Prototypen eines TIE-Avengers zu stehlen. Trotz einiger Schwierigkeiten gelingt ihm die Flucht nach Yavin IV, wo er jedoch von einer misstrauischen Rebellensplittergruppe gefangen genommen wird. Als interne Konflikte die Gruppe schwächen, kann er in einem Moment des Chaos entkommen. 
Auf dem Planeten Mina-Rau, wo Bix – nun wieder mit Cassian liiert – mit Brasso, B2 und dem, ebenfalls von Ferrix geflohenen, Wilmon Paak versteckt auf einer Farm lebt, leidet sie weiterhin unter den Folgen ihrer Folter. Als imperiale Truppen auf Mina-Rau nach illegalen Flüchtlingen suchen, bringen sie B2 bei einer Farmerin in Sicherheit. Beim Eintreffen der Truppen wird Bix Opfer einer versuchten Vergewaltigung und Brasso wird erschossen, ehe Cassian mit dem TIE-Avenger Mina-Rau erreicht und Bix und Wilmon retten kann.
Währenddessen heiratet Leida Mothma Stakun, den Sohn von Sculdun. Mons Vertrauter Tay Kolma droht, sie ans Imperium zu verraten, da seine Unterstützung der Rebellenaktivitäten ihn finanziell ruiniert hat. Entgegen der zögerlichen Mon, lässt Luthen Kolma kurz darauf von Cinta ermorden.
Dedra lebt unterdes mit Syril in einer platonischen Beziehung gemeinsam auf Coruscant und wird von Partagaz mit der Leitung des Ghorman-Projekts beauftragt, das sie nur widerwillig übernimmt. Unter der Aufsicht von Direktor Orson Krennic und auf Befehl des Imperators soll auf Ghorman der Rohstoff Kalkit für den Bau des Todessterns abgebaut werden, was den Planeten jedoch langfristig destabilisieren würde. Mithilfe imperialer Propaganda wird Ghorman gezielt diskreditiert, während Dedra plant, dort Rebellengruppen zu infiltrieren, um spätere imperiale Eingriffe öffentlichkeitswirksam zu legitimieren.
Ein Jahr später schleust Dedra Syril verdeckt als Büroleiter nach Ghorman ein, wo er die lokale Rebellenzelle unterwandert. Luthen erfährt durch Lonni vom Plan des Imperiums und schickt Cassian, um die Ghorman-Front unter ihrem Anführer Carro Rylanz für die Rebellion zu gewinnen. Bei einem Überfall auf einen imperialen Transporter, der imperiale Waffenlieferungen beweisen soll, wird Cinta versehentlich von einem Rebellen erschossen. Wilmon hilft Saw Gerrera auf D’Qar bei der Beschaffung von Treibstoff, während Kleya und Luthen auf einer Gala unbemerkt eine von ihnen platzierte Wanze von einem von Davo Sculduns Kunstobjekten entfernen müssen, um nicht aufzufliegen. Bix bleibt derweil geschwächt in Cassians Appartement auf Coruscant.
Nach einem weiteren Jahr haben sich die Rebellen fest auf Yavin IV niedergelassen, wo auch Cassian und Bix leben. Eine Machtheilerin prophezeit Cassian eine bedeutende Rolle für die Rebellion. Gemeinsam mit Wilmon reist er erneut nach Ghorman, wo das Imperium seinen Einfluss ausgeweitet hat, um dort Dedra zu töten. Syril beginnt zunehmend an dieser und seiner Rolle zu zweifeln, als er von ihren wahren, bisher vor ihm verheimlichten, Absichten auf Ghorman erfährt. Während eines friedlichen Protests eröffnet das Imperium das Feuer auf die Demonstranten, nachdem ein Scharfschütze einen eigenen Soldaten erschießt, um das anschließende Massaker zu rechtfertigen. Im Chaos attackiert Syril Cassian, ehe er von Carro Rylanz erschossen wird, kurz nachdem er begreift, dass Cassian ihn nicht einmal kennt.
Nach dem Massaker hält Mon im Senat eine Rede gegen Palpatine und muss daraufhin von Coruscant fliehen – mit Unterstützung von Senator Bail Organa. Als einer von Organas Helfern als ISB-Spionin enttarnt wird, übernimmt Cassian kurzfristig die Rettung, obwohl er mit dem Gedanken spielt, die Rebellion zu verlassen. Die Flucht gelingt, wobei Cassian Mons Fahrer erschießt. Bix verlässt Cassian und Yavin IV, da sie sich selbst als Hindernis für seinen Einsatz in der Rebellion sieht. 
Auf Coruscant erfährt Luthen von Lonni, dass das Kalkit-Projekt auf Ghorman und damit auch das dortige Massaker, die zahlreichen Verhaftungen und Arbeitseinsätze, sowie der Abbau von Kyber auf dem Planeten Jedha insgeheim allein dem bereits 10-jährigen Bau des Todessterns durch Orson Krennic dienten. Nach weiteren Informationen über den imperialen Wissenschaftler Galen Erso tötet Luthen Lonni, um die Rebellion zu schützen. Seine Tarnung fliegt auf, als Dedra ihn in seinem Laden stellt. Um keine Geheimnisse preiszugeben, verletzt er sich selbst schwer und wird in ein Krankenhaus eingeliefert. Dedra verliert durch ihr eigenmächtiges Handeln ihren Stand in den Reihen des ISB. Unter Arrest gestellt, wird sie von Krennic verhört, der um die Geheimhaltung des Todessterns fürchtet, was durch Dedras ungenehmigte Datensammlungen und Lonnis Zugriff auf diese kompromittiert wurde. Kleya, die wie man in Rückblenden erfährt Luthens Ziehtochter ist, dringt in das vom ISB bewachte Krankenhaus ein und schaltet dort schweren Herzens seine lebenserhaltenden Geräte ab, woraufhin er stirbt.
Auf Kleyas Hilferuf hin reisen Cassian, Ruescott Melshi, der inzwischen auch Teil der Rebellion ist, sowie der umprogrammierte imperiale Droide K-2SO – den Cassian aus dem Schlachtfeld von Ghorman geborgen hat – ohne Erlaubnis der Allianz erneut nach Coruscant. Dort erfahren sie von Kleyas Wissen über die wahren Absichten des Imperiums und den Todesstern. Durch K-2SOs Eingreifen gelingt ihnen die Flucht. Major Partagaz begeht Suizid, da er nach der gescheiterten Verhaftung Kleyas zur Verantwortung gezogen werden soll.
Zurück auf Yavin IV stoßen sie zunächst auf Misstrauen: Organa vermutet eine Falle. Saw Gerrera, der eine imperiale Besatzung auf Jedha beobachtet, erklärt Mon, dass er und seine Partisanen keine Hilfe der Allianz mehr annehmen werden. Trotz anfänglicher Zweifel autorisiert Organa schließlich Cassians Treffen mit einem Informanten auf dem Ring von Kafrene, der nähere Details zum Todesstern haben soll – ein Schlüsselereignis, das direkt in die Handlung von Rogue One überleitet.
Ein Epilog zeigt Perrin, den zurückgelassenen Ehemann von Mon, der sich auf Coruscant dem Alkohol hingibt, Dedra, die inzwischen Insassin im Narkina-5-Distrikt ist, Krennic, der die finale Konstruktion des Todessterns überwacht und Bix, die auf Mina-Rau unwissend von Cassian ein Kind von ihm bekommen hat, und auf ein Wiedersehen wartet.

## Besetzung und Synchronisation

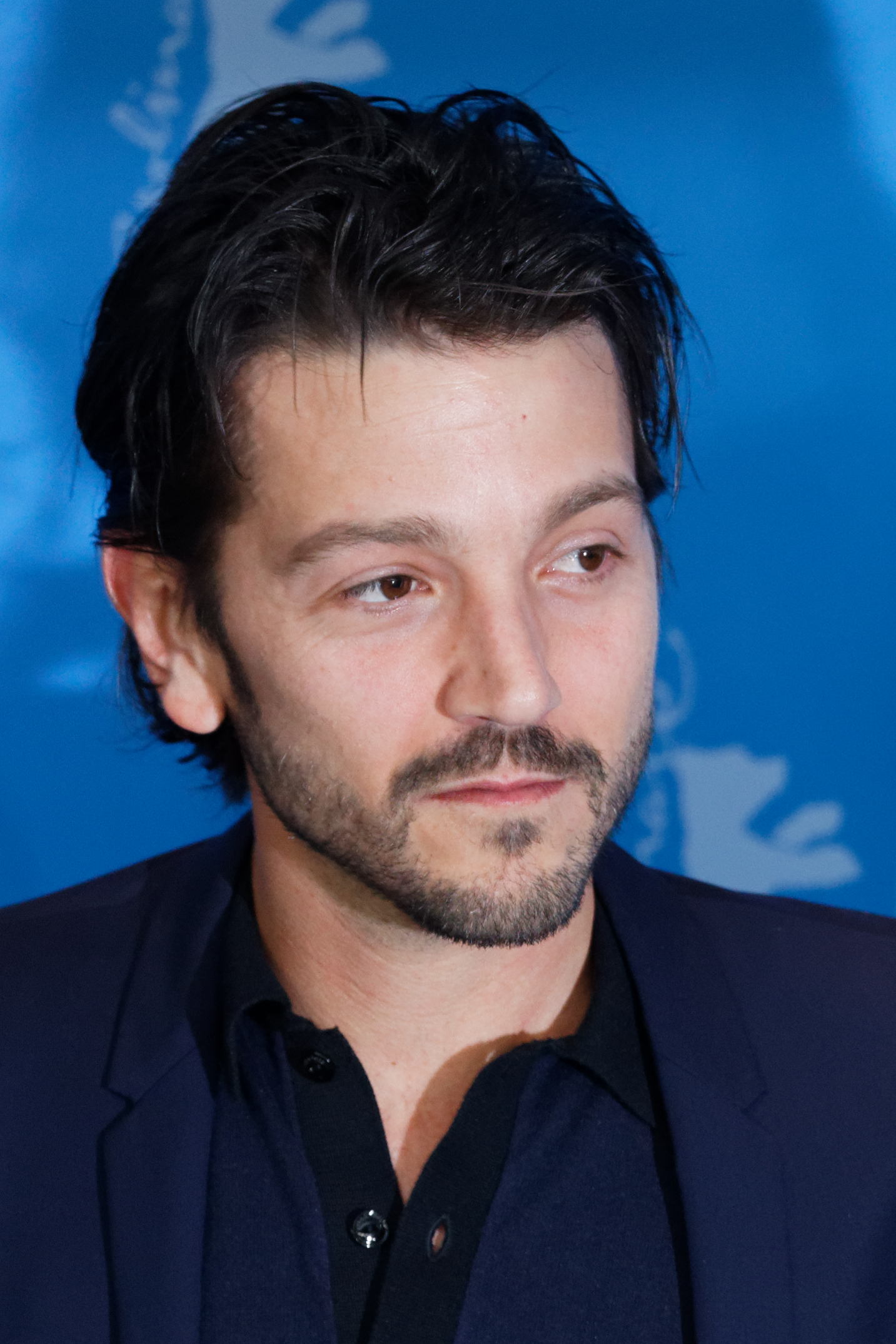
Hauptdarsteller Diego Luna, 2017

In der titelgebenden Hauptrolle ist Diego Luna zu sehen, welcher die Rolle zum zweiten Mal verkörpert. Weitere tragende Rollen umfassen Adria Arjona als Bix Caleen, Stellan Skarsgård als Luthen Rael und als deren Gegenspieler Kyle Soller als Syril Karn, der dem Sicherheitskonzern Preox-Morlana und später als Handlanger dem Imperium angehört, sowie Denise Gough als Supervisorin Dedra Meero, eine hochrangige Angehörige der Imperialen Sicherheitsbehörde (ISB).
Zum weiteren Ensemble gehören etwa Fiona Shaw als Cassians Adoptivmutter Maarva Andor, Joplin Sibtain als Brasso, Muhannad Bhaier als Wilmon Paak, Faye Marsay als Rebellenanführerin Vel Sartha, Elizabeth Dulau als Luthens Assistentin Kleya Marki, Anton Lesser als Major Lio Partagaz, dem Leiter des ISB, sowie Ben Miles als Tay Kolma, ein Banker und Verbündeter von Senatorin Mon Mothma. 
Mothma wird nach Episode III und Rogue One zum dritten Mal von Genevieve O’Reilly gespielt, die sie ebenfalls in Rebels sprach. Malcolm Sinclair verkörpert Colonel Wullf Yularen, eine weitere Figur aus den Animationsserien The Clone Wars und Rebels, die hier ihr zweites Live-Action-Debüt feiert und vorher von Tom Kane gesprochen bzw. in Episode IV von Robert Clarke gespielt wurde. Forest Whitaker porträtiert erneut Saw Gerrera, den er bereits in mehreren anderen Star-Wars-Medien verkörperte bzw. sprach, während Ben Mendelsohn, Alan Tudyk, Duncan Pow und Alistair Petrie ihre jeweiligen Rollen als Orson Krennic, K-2SO, Ruescott Melshi und General Davits Draven aus Rogue One wieder aufnahmen. Auch Jonathan Aris und Sharon Duncan-Brewster kehrten als Senator Nower Jebel sowie Senatorin Tynnra Pamlo zurück. Benjamin Bratt übernahm anstelle von Jimmy Smits den Part von Senator Bail Organa, der erstmals in Episode II und zuletzt in Obi-Wan Kenobi zu sehen war.
Die deutschsprachige Synchronfassung entsteht nach Dialogbüchern von Klaus Bickert, Markus Jütte, Christian Langhagen, Laura Johae, Andreas Pohr und Björn Schalla sowie unter der Dialogregie von Schalla, Birte Baumgardt und Marcel Collé bei FFS Film- & Fernseh-Synchron in Berlin.
Marcel Collé, Björn Schalla, Tobias Meister, Torsten Michaelis, Peter Flechtner, Florian Halm, Gerrit Hamann und Sanam Afrashteh übernahmen ihre jeweiligen Rollen aus Rogue One, wie auch Erich Räuker seine aus den Animationsserien. Für Mon Mothma wurde erneut Alexandra Lange verpflichtet, welche die Figur erstmals in Die Rückkehr der Jedi-Ritter sprach. Bail Organa wird wie zuvor von Tom Vogt synchronisiert.

## Einordnung in dasStar-Wars-Universum
Die Handlung setzt fünf Jahre vor der Erbeutung der Todesstern-Pläne, bzw. den Ereignissen von Rogue One: A Star Wars Story und damit ebenso vor Krieg der Sterne (1977) an. Dabei deckt die erste Staffel in vier Blöcken das erste Jahr ab, während die zweite Staffel die darauffolgenden vier Jahre erzählen soll.
| Die dunkle Bedrohung |                   |                   |                   |                   |                   |                   |               | I             |               |               |               |               |                          |                          |                          |                          |                          |                          |                          |                         |                         |                         |                         |                         |                         |                         |                         |                   |                   |                   |                         |                         |                         |                         |
| Angriff der Klonkrieger |                   |                   |                   |                   |                   |                   |               |               |               | II            |               |               |                          |                          |                          |                          |                          |                          |                          |                         |                         |                         |                         |                         |                         |                         |                         |                   |                   |                   |                         |                         |                         |                         |
| Die Rache der Sith |                   |                   |                   |                   |                   |                   |               |               |               |               |               | III           |                          |                          |                          |                          |                          |                          |                          |                         |                         |                         |                         |                         |                         |                         |                         |                   |                   |                   |                         |                         |                         |                         |
| Krieg der Sterne |                   |                   |                   |                   |                   |                   |               |               |               |               |               |               |                          |                          |                          |                          |                          |                          |                          |                         |                         | IV                      | IV                      |                         |                         |                         |                         |                   |                   |                   |                         |                         |                         |                         |
| Das Imperium schlägt zurück |                   |                   |                   |                   |                   |                   |               |               |               |               |               |               |                          |                          |                          |                          |                          |                          |                          |                         |                         |                         |                         |                         | V                       |                         |                         |                   |                   |                   |                         |                         |                         |                         |
| Die Rückkehr der Jedi-Ritter |                   |                   |                   |                   |                   |                   |               |               |               |               |               |               |                          |                          |                          |                          |                          |                          |                          |                         |                         |                         |                         |                         |                         | VI                      |                         |                   |                   |                   |                         |                         |                         |                         |
| Das Erwachen der Macht |                   |                   |                   |                   |                   |                   |               |               |               |               |               |               |                          |                          |                          |                          |                          |                          |                          |                         |                         |                         |                         |                         |                         |                         |                         |                   |                   |                   |                         | VII                     |                         |                         |
| Die letzten Jedi |                   |                   |                   |                   |                   |                   |               |               |               |               |               |               |                          |                          |                          |                          |                          |                          |                          |                         |                         |                         |                         |                         |                         |                         |                         |                   |                   |                   |                         |                         | VIII                    |                         |
| Der Aufstieg Skywalkers |                   |                   |                   |                   |                   |                   |               |               |               |               |               |               |                          |                          |                          |                          |                          |                          |                          |                         |                         |                         |                         |                         |                         |                         |                         |                   |                   |                   |                         |                         |                         | IX                      |
| Rogue One |                   |                   |                   |                   |                   |                   |               |               |               |               |               |               |                          |                          | a)                       |                          |                          |                          |                          |                         | R1                      |                         |                         |                         |                         |                         |                         |                   |                   |                   |                         |                         |                         |                         |
| Solo |                   |                   |                   |                   |                   |                   |               |               |               |               |               |               |                          |                          | a)                       |                          | S                        |                          |                          |                         |                         |                         |                         |                         |                         |                         |                         |                   |                   |                   |                         |                         |                         |                         |
| Die Abenteuer der jungen Jedi | YJA               |                   |                   |                   |                   |                   |               |               |               |               |               |               |                          |                          |                          |                          |                          |                          |                          |                         |                         |                         |                         |                         |                         |                         |                         |                   |                   |                   |                         |                         |                         |                         |
| The Clone Wars (+ Kinofilm) |                   |                   |                   |                   |                   |                   |               |               |               | TCW           | TCW           | TCW           |                          |                          |                          |                          |                          |                          |                          |                         |                         |                         |                         |                         |                         |                         |                         |                   |                   |                   |                         |                         |                         |                         |
| The Bad Batch |                   |                   |                   |                   |                   |                   |               |               |               |               |               | TBB           | TBB                      |                          |                          |                          |                          |                          |                          |                         |                         |                         |                         |                         |                         |                         |                         |                   |                   |                   |                         |                         |                         |                         |
| Rebels |                   |                   |                   |                   |                   |                   |               |               |               |               |               |               |                          |                          |                          |                          |                          |                          |                          | Rebels                  | Rebels                  |                         |                         |                         |                         |                         | b)                      |                   |                   |                   |                         |                         |                         |                         |
| Resistance |                   |                   |                   |                   |                   |                   |               |               |               |               |               |               |                          |                          |                          |                          |                          |                          |                          |                         |                         |                         |                         |                         |                         |                         |                         |                   |                   |                   | Resistance              | Resistance              | Resistance              | Resistance              |
| The Acolyte |                   |                   | c)                |                   | TA                |                   |               |               |               |               |               |               |                          |                          |                          |                          |                          |                          |                          |                         |                         |                         |                         |                         |                         |                         |                         |                   |                   |                   |                         |                         |                         |                         |
| Obi-Wan-Kenobi |                   |                   |                   |                   |                   |                   |               |               |               |               |               |               |                          |                          |                          |                          |                          | K                        |                          |                         |                         |                         |                         |                         |                         |                         |                         |                   |                   |                   |                         |                         |                         |                         |
| Andor |                   |                   |                   |                   |                   |                   |               |               |               |               |               |               |                          |                          |                          |                          |                          |                          |                          | Andor                   | Andor                   |                         |                         |                         |                         |                         |                         |                   |                   |                   |                         |                         |                         |                         |
| The Mandalorian |                   |                   |                   |                   |                   |                   |               |               |               |               |               |               |                          |                          |                          |                          |                          |                          |                          |                         |                         |                         |                         |                         |                         |                         |                         |                   | M                 |                   |                         |                         |                         |                         |
| Das Buch von Boba Fett |                   |                   |                   |                   |                   |                   |               |               |               |               |               |               |                          |                          |                          |                          |                          |                          |                          |                         |                         |                         |                         |                         |                         | c)                      | c)                      |                   | BF                |                   |                         |                         |                         |                         |
| Ahsoka |                   |                   |                   |                   |                   |                   |               |               |               |               |               |               |                          |                          |                          |                          |                          |                          |                          |                         |                         |                         |                         |                         |                         |                         |                         |                   | A                 |                   |                         |                         |                         |                         |
| Skeleton Crew |                   |                   |                   |                   |                   |                   |               |               |               |               |               |               |                          |                          |                          |                          |                          |                          |                          |                         |                         |                         |                         |                         |                         |                         |                         |                   | SC                |                   |                         |                         |                         |                         |
| Ära | Die Hohe Republik | Die Hohe Republik | Die Hohe Republik | Die Hohe Republik | Die Hohe Republik | Die Hohe Republik | Fall der Jedi | Fall der Jedi | Fall der Jedi | Fall der Jedi | Fall der Jedi | Fall der Jedi | Herrschaft des Imperiums | Herrschaft des Imperiums | Herrschaft des Imperiums | Herrschaft des Imperiums | Herrschaft des Imperiums | Herrschaft des Imperiums | Herrschaft des Imperiums | Zeitalter der Rebellion | Zeitalter der Rebellion | Zeitalter der Rebellion | Zeitalter der Rebellion | Zeitalter der Rebellion | Zeitalter der Rebellion | Zeitalter der Rebellion | Zeitalter der Rebellion | Die Neue Republik | Die Neue Republik | Die Neue Republik | Aufstieg der 1. Ordnung | Aufstieg der 1. Ordnung | Aufstieg der 1. Ordnung | Aufstieg der 1. Ordnung |
| _ Prequel-Trilogie (Episoden I–III) _ Original-Trilogie (Episoden IV–VI) _ Sequel-Trilogie (Episoden VII–IX) _ A-Star-Wars-Story-Filme _ (kanonische) Animations-Serien _ (kanonische) Real-Serien |                   |                   |                   |                   |                   |                   |               |               |               |               |               |               |                          |                          |                          |                          |                          |                          |                          |                         |                         |                         |                         |                         |                         |                         |                         |                   |                   |                   |                         |                         |                         |                         |
| Die Folgen der Serien Die Mächte des Schicksals und Geschichten der Jedi spielen jeweils zu unterschiedlichen Zeitpunkten, sodass eine Auflistung in der Tabelle nicht sinnvoll möglich ist. Ebenfalls nicht aufgelistet sind Miniserien, Kurzgeschichten, Comics, Bücher und andere Begleitwerke des offiziellen Star-Wars-Kanons sowie der Themenpark Star Wars: Galaxy’s Edge (zwischen VIII und IX). Zur schematischen Einordnung der Handlungen wird die fiktive Zeitrechnung des Star-Wars-Universums verwendet. Diese unterscheidet zwischen den Jahren vor der Schlacht von Yavin (VSY) und nach der Schlacht von Yavin (NSY). Die Schlacht von Yavin IV bildet das Ende von Krieg der Sterne (1977), bei dem Luke Skywalker und die Rebellenallianz den ersten Todesstern zerstören. |                   |                   |                   |                   |                   |                   |               |               |               |               |               |               |                          |                          |                          |                          |                          |                          |                          |                         |                         |                         |                         |                         |                         |                         |                         |                   |                   |                   |                         |                         |                         |                         |
| a) Prolog, b) Epilog, c) Rückblenden |                   |                   |                   |                   |                   |                   |               |               |               |               |               |               |                          |                          |                          |                          |                          |                          |                          |                         |                         |                         |                         |                         |                         |                         |                         |                   |                   |                   |                         |                         |                         |                         |

## Produktion

### Entstehungsgeschichte

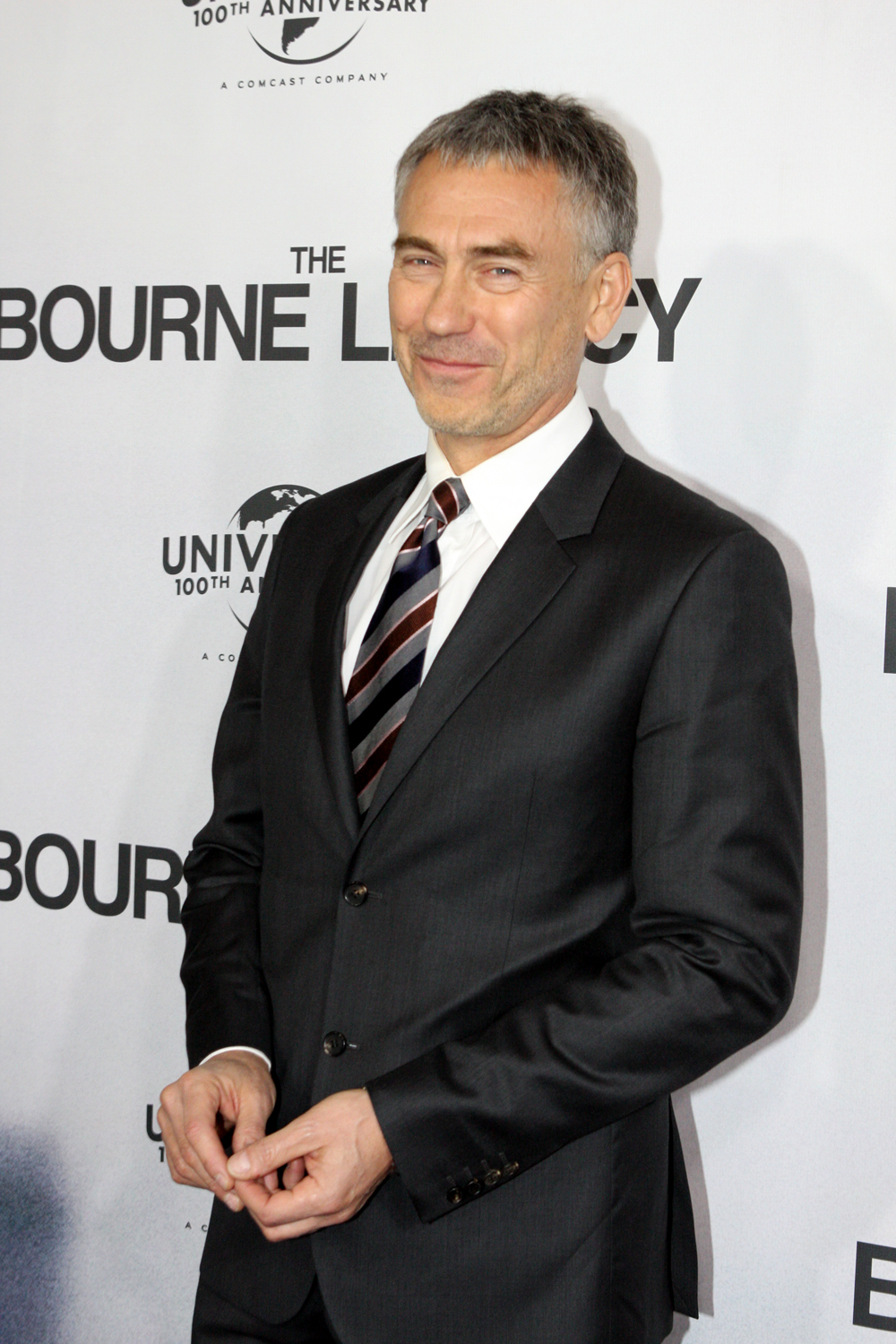
Tony Gilroy, Showrunner von Star Wars: Andor

Im November 2018 kündigte Lucasfilm an, dass die Arbeit an einer Prequel-Serie zum Film Rogue One: A Star Wars Story über die Figur Cassian Andor begonnen habe. Stilistisch sollte die Serie an einen Spionage-Thriller angelehnt sein. Als Hauptdarsteller kehrte Diego Luna zurück, der die Figur bereits im Film verkörpert hatte. Als Showrunner der Serie wurde Tony Gilroy verpflichtet, nachdem zunächst berichtet wurde, dass Stephen Schiff diese Aufgabe übernehmen werde. Gilroy war als Autor bereits an der Entstehung von Rogue One: A Star Wars Story beteiligt gewesen. Schiff verblieb weiterhin Teil des Autorenteams der Drehbücher. Ebenso am Drehbuch beteiligten sich Dan Gilroy und Beau Willimon. Im Februar 2021 wurden Susanna White und Benjamin Caron als weitere Regisseure der Serie angekündigt.
Die Vorproduktion von Andor begann im September 2019 und einen Monat später sollte mit dem Drehen begonnen werden, nachdem Diego Luna seine Arbeit an der Serie Narcos: Mexico abgeschlossen hatte. Die Arbeiten an der Serie wurden etwa sechs Wochen nach Aufnahme der Vorproduktion aufgrund der COVID-19-Pandemie zunächst auf unbestimmte Zeit unterbrochen.

### Dreharbeiten
Die Dreharbeiten zur ersten Staffel von Andor begannen Ende November 2020 in den Pinewood Studios in London unter der Regie von Toby Haynes. Ursprünglich sollte bereits 2019 mit dem Drehen begonnen werden, doch der Beginn der Dreharbeiten wurde zuerst verschoben und später nach dem Ausbruch der COVID-19-Pandemie 2020 erneut. Deswegen entschied sich Regisseur Tony Gilroy, für die Dreharbeiten nicht von Amerika nach England zu reisen, und die Regieführung der ersten drei Episoden der Serie ging über an Toby Haynes. Gilroy verblieb jedoch als ausführender Produzent und Showrunner der Serie. Die Produktion wurde Anfang 2021 schließlich wieder unter strengen Hygiene-Maßnahmen fortgesetzt. Mitte August 2021 wurden die Dreharbeiten an der Serie schließlich abgeschlossen.
Die Dreharbeiten zur zweiten Staffel der Serie starteten Ende November 2022, erneut mit Showrunner Tony Gilroy als Regisseur. Kurz vor Abschluss der Dreharbeiten wurde die Produktion im Juli 2023, durch die anhaltenden Streiks der Gewerkschaft SAG-AFTRA von Schauspielern und Filmschaffenden der Industrie, auf unbestimmte Zeit auf Eis gelegt.

## Veröffentlichung
Die erste Staffel von Andor wurde ab dem 21. September 2022 im wöchentlichen Rhythmus auf der Video-Streaming-Plattform Disney+ gezeigt. Dabei konnten zum Start bereits die ersten drei Episoden abgerufen werden. Die erste Staffel umfasste zwölf Episoden und endete am 23. November 2022 mit dem Staffelfinale Rix Road. Die zweite Staffel von Andor wurde ab dem 22. April 2025 veröffentlicht und mit drei Episoden wöchentlich gezeigt. Die Serie endete mit der finalen Episode Jedha, Kyber, Erso am 14. Mai 2025.
Am 5. Juli 2024 erschien die erste Staffel in einer limitierten Edition auf Blu-ray und 4K-UHD.

## Rezeption

### Kritiken
Andor erhielt ein gutes Presseecho, was sich auch in den Auswertungen US-amerikanischer Aggregatoren widerspiegelt. So erfasst Rotten Tomatoes fast ausschließlich positive Besprechungen und ordnet die Serie dementsprechend als „Frisch“ ein. Laut Metacritic fallen die Bewertungen im Mittel „Grundsätzlich Wohlwollend“ aus.
Die britische Tageszeitung The Guardian betitelte Andor als „die beste Star-Wars-Serie seit The Mandalorian“, während das US-amerikanische Branchenblatt Variety sich positiv über Andors Abkehr von anderen Star-Wars-Projekten äußerte, mit einer „Geschichte von Menschen, die nichts mit Solos, Skywalkers oder Palpatines zu tun haben, deren Leben aber dennoch wichtig ist“.
Laut dem Filmkritiker Andreas Borcholte vom Spiegel wähne man sich zu Beginn der Serie „im falschen Science-Fiction-Film“, da die Szenerie wie aus Blade Runner und WALL·E entsprungen wirke. Andor sei eine „»Star Wars«-Serie für Erwachsene, die eher auf ein panoramisches, weniger explosives Narrativ setzt.“ Im Gegensatz zu den letzten Fernsehserien im Star-Wars-Franchise spielen „Jedi-Ritter, Sith-Lords und »Macht«-Brimborium mal keine Rolle.“ Für den Filmkritiker Niklas Freund von der Süddeutschen Zeitung ist Andor „mehr Agententhriller als Zukunftsmärchen“, womit der Franchise endlich mal wieder was riskiere. Für Andreas Fischer von der Fernsehzeitschrift Prisma ist die Serie „endlich ein Hit“, da sie „mit spannenden Abenteuern, einem authentischen Look und ambivalenten Figuren“ überzeuge und die Galaxie „aus einer neuen Perspektive“ erkunde. Für Stephanie Schlottag von der Computerspielezeitschrift GameStar ist „nicht nur der Look, auch die Stimmung der Serie […] galaxienweit von den bunten Sci-Fi-Opern der Filme entfernt“, diese lege auch gegenüber Rogue One „nochmal eine ordentliche Schippe Dreck und Gewalt oben drauf“.
Laut Benjamin Hecht vom Online-Portal Filmstarts glänze die Serie „mit seiner Verliebtheit fürs Detail, dem einnehmenden Worldbuilding, starken Dialogen und einem beeindruckenden Produktionsaufwand“, mache jedoch den „gleichen Fehler wie bei Obi-Wan Kenobi“, da die Serie „sich wirklich sehr viel Zeit lässt, die Welt und unzählige Nebenfiguren auszubauen“. Zudem sei die „komplette Struktur von ‚Andor‘ […] darauf ausgelegt, dass jeweils drei Folgen einen eigenen Handlungsbogen“ haben, werden jedoch ab der vierten Folge im Wochenrhythmus veröffentlicht, „das Endprodukt wirkt dadurch träge“. Für Andreas Engelhardt vom Online-Portal Kino.de „wirkt Andor wie eine Rückbesinnung auf aufrichtigere Zeiten“, da die „letzten Star Wars-Titel dem von Marvel-Filmen inspirierten lustig, lockeren, mit einem Augenzwinkern versehenen Ansatz folgten, den gefühlt so gut wie alle modernen Blockbuster kopieren.“

### Auszeichnungen
American Cinema Editors Awards 2023
- Auszeichnung für den Besten Schnitt bei einer einstündigen TV-Serie (Sender ohne Werbeunterbrechungen) (Simon Smith, Episode One Way Out)

Golden Globe Awards 2023
- Nominierung als Bester Serien-Hauptdarsteller – Drama (Diego Luna)

Saturn-Award-Verleihung 2024
- Nominierung als Beste Science-Fiction-Serie
- Auszeichnung als Best New Genre Television Series
- Nominierung als Bester TV-Hauptdarsteller (Diego Luna)
- Nominierung als Beste TV-Nebendarstellerin (Genevieve O’Reilly)
- Nominierung als Bester TV-Gastdarsteller (Andy Serkis)

Variety: The 100 Greatest TV Performances of the 21st Century (2025)
- Stellan Skarsgård: Platz 85 für seine Rolle als Luthen Rael